# Acarodynerus queenslandicus
Acarodynerus queenslandicus är en stekelart som beskrevs av Giordani Soika 1961. Acarodynerus queenslandicus ingår i släktet Acarodynerus och familjen Eumenidae. Inga underarter finns listade i Catalogue of Life.